# Rendufe (Amares)
Rendufe és una freguesia portuguesa del municipi d'Amares, amb 3,06 km² d'àrea i 1.080 habitants (en el cens del 2021). La densitat de població n'és de 352,9 hab/km².

## Història
Fou, fins a la primeria del segle xix, seu del couto de Rendufe. Tenia, el 1801, 1.801 habitants. La constituïen les freguesies de Barreiros, Bico, Lago i Rendufe.
Integrava el municipi d'Entre Homem i Cávado, extingit el 31 de desembre de 1853, data en què va passar a incloure's al municipi d'Amares.

## Patrimoni
- Monestir de Santo André de Rendufe o Monestir de Rendufe
- Sequer i Era, així com estructures hidràuliques en pedra, en concret mines, aqüeducte subterrani i aeri, i estany, existents a la <i>Quinta</i> del Monestir de Rendufe

## Personalitats històriques
- Egas Gomes Pais de Penegate
- Gomes Gonçalves do Lago